# The Getaway: Black Monday
The Getaway: Black Monday (deutsch Die Flucht: Schwarzer Montag) ist ein Third-Person-Shooter, der 2004 von Sony für die PlayStation 2 erschien. Das Videospiel ist der Nachfolger von The Getaway (2002).

## Handlung
Die Handlung spielt wie in The Getaway ebenfalls in der britischen Hauptstadt-Metropole London, im Jahre 2004. Wichtige Personen sind Eddie O’Connor, ein stadtbekannter Boxer, Sergeant Ben „Mitch“ Mitchell, ein kürzlich wieder eingestellter Polizist und Sam Thompson, eine IT-Spezialistin. Nach einem misslungenen Banküberfall wollen sich die Geschädigten bei den Schuldigen rächen, indem jeder getötet wird, der ihnen im Weg steht.
Die Waffenauswahl und das Nahkampfsystem sind, verglichen zum ersten Teil der Spielereihe, erheblich verbessert worden. Es gibt etwa 130 lizenzierte Fahrzeuge, mit denen der Spieler fahren kann. Das Schadensmodell der Fahrzeuge haben die Entwickler ebenfalls verbessert. Zudem sind in der US-amerikanischen Version des Spiels zwei Bonusfahrzeuge enthalten. Diese sind ein Sportwagen und ein New-Yorker-Taxi. Das Spiel verfügt im Gegensatz zum Vorgänger über eine Übersichtskarte, jedoch wird abermals vollständig auf HUD-Anzeigen verzichtet. Grund dafür war unverändert der Aspekt, das Spiel so realitätsnah wie möglich zu gestalten.

## Charaktere

### Sergeant Ben „Mitch“ Mitchell
Mitchell ist grundsätzlich eine ruhige Person, jedoch kann er sehr schnell aufbrausend werden. Seine Kollegen bei der Polizei haben keine gute Beziehung zu ihm, allein sein Vorgesetzter Inspector Monroe hat Vertrauen zu ihm. Mitch war vor seiner Polizeikarriere bei der Armee und hat sich somit auf sein zukünftiges Leben vorbereitet.

### Eddie O’Connor
O’Connor ist ein unkomplizierter Typ und der Hauptcharakter des Spiels, der seit seiner Kindheit in Danny Wests Gym boxt. Dieser Fitnessclub hat ihn immer unterstützt, in guten oder schlechten Zeiten. Jedoch geriet O’Connor durch West in schlechte Kreise und wurde kriminell.

### Sam Thompson
Sam ist eine leichte, agile und sehr widerstandsfähige Person. Sie ist außerordentlich athletisch und eine geborene Hackerin, was ihr im kriminellen Milieu einen guten Ruf einbrachte. Sie kann optional am Ende des Spiels sterben.

### Danny West
Danny, der seit zwanzig Jahren Boxtrainer ist, hat mittlerweile genug Geld, um Glücksspiel, Kriminalität und seine Fitness in großem Maße zu finanzieren. Er hat seine Finger fast überall mit im Spiel, von Erpressung über Geldeintreibungen bis hin zu Banküberfällen. Er wird am Ende des Spiels von Viktor Skobel persönlich getötet.

### Jackie Philips
Die schöne und schlagfertige Journalistin Jackie Philips erforscht seit Jahren den Aufstieg des organisierten Verbrechens in London. Sie sammelt die Informationen für ein Buch, das sie zu veröffentlichen plant. In diesem Buch werden die Identitäten der Führungskräfte einer osteuropäischen Mafiaorganisation aufgedeckt. Diese Situation bringt sie in große Gefahr, doch würde sie ihr Leben für den Journalismus geben. Sie kann optional am Ende des Spiels sterben.

### Viktor Skobel
Der ehemalige, sehr erfolgreiche Staatsmann wurde 1992 aus Estland vertrieben und hält sich nun in der Londoner Finanzbranche auf. Hinter seinem charmanten Lächeln verbirgt sich ein skrupelloser Kern. Er hat eine Leidenschaft für Kunst, Kultur und Frauen, die er behandelt wie Bürger zweiter Klasse. Er wird am Ende des Spiels von Eddie O’Connor als Rache für den Mord an Danny getötet.

## Rezeption
Das Spiel erhielt mittelmäßige Wertungen. Der Wertungsaggregator Metacritic ermittelte einen Durchschnitt von 57 Prozent.